# Oppidum de la Fare
L'oppidum de la Fare est un oppidum situé à Saint-Andéol-de-Fourchades, en France.

## Localisation
L'oppidum est situé sur la commune de Saint-Andéol-de-Fourchades, dans le département français de l'Ardèche.

## Historique
L'édifice est classé au titre des monuments historiques en 1986.

## Galerie

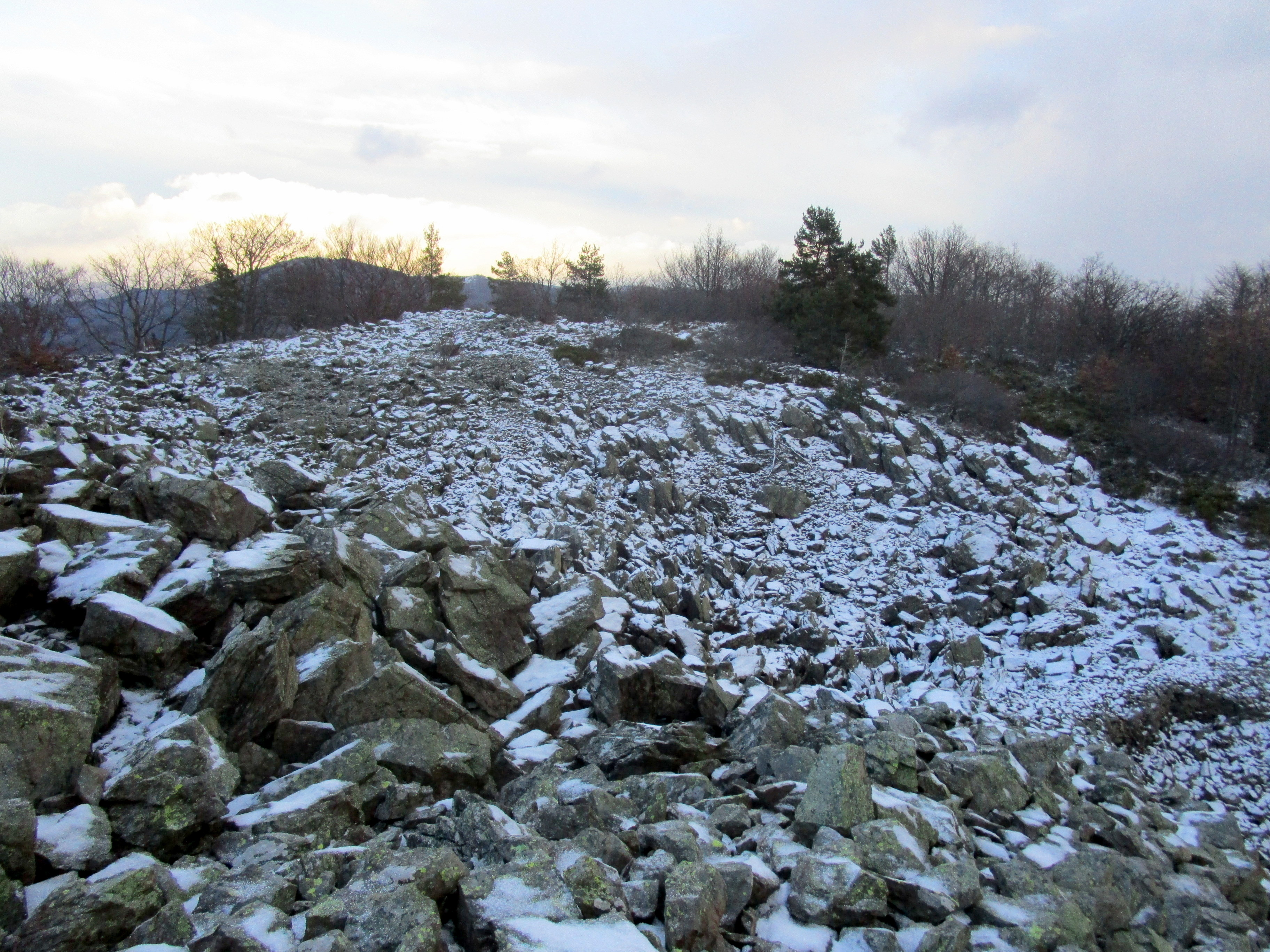
Sommet de l'oppidum de la Fare. Vue vers le sud-est.
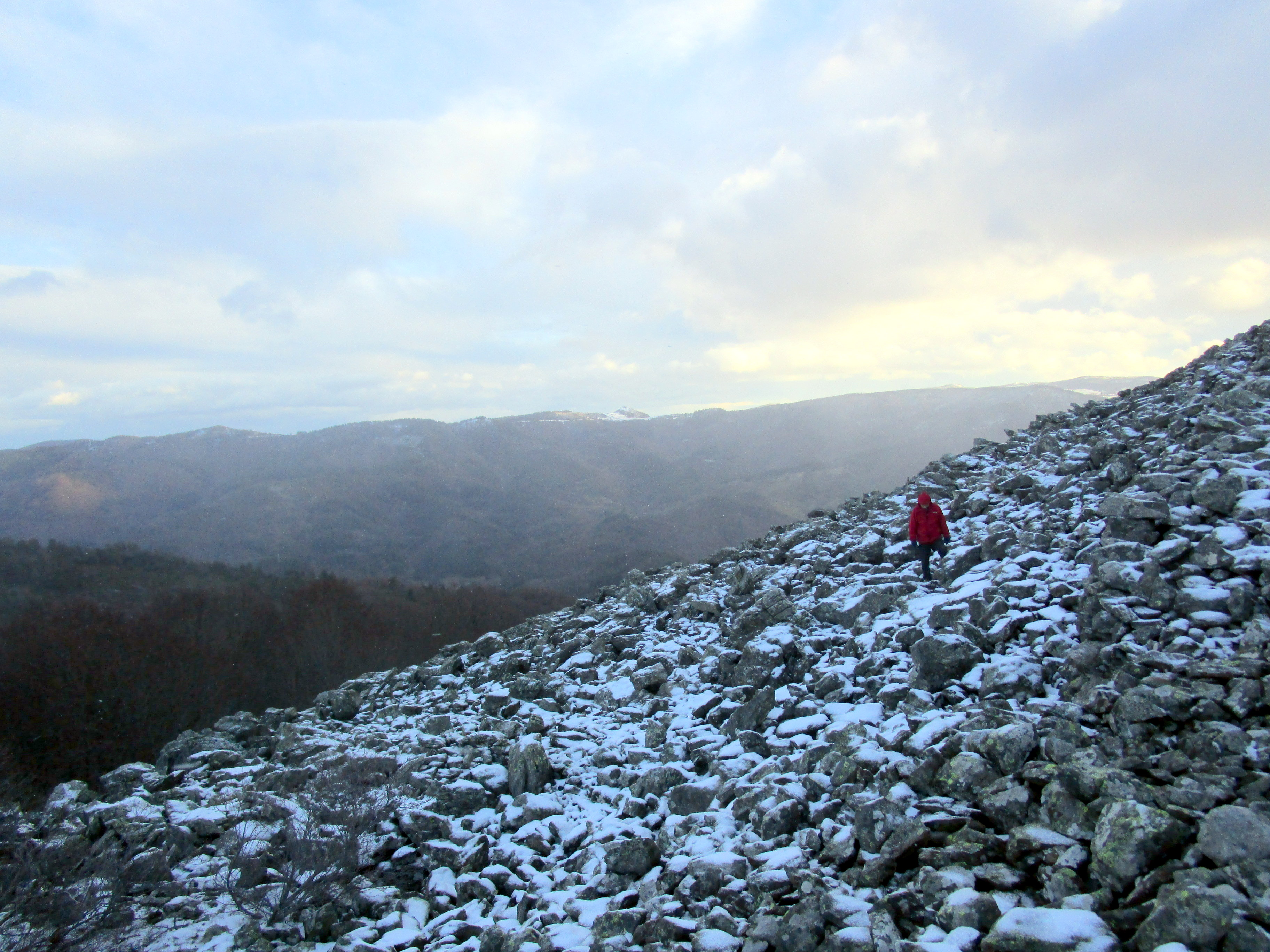
Côté est de l'oppidum de la Fare. Vue vers le sud.
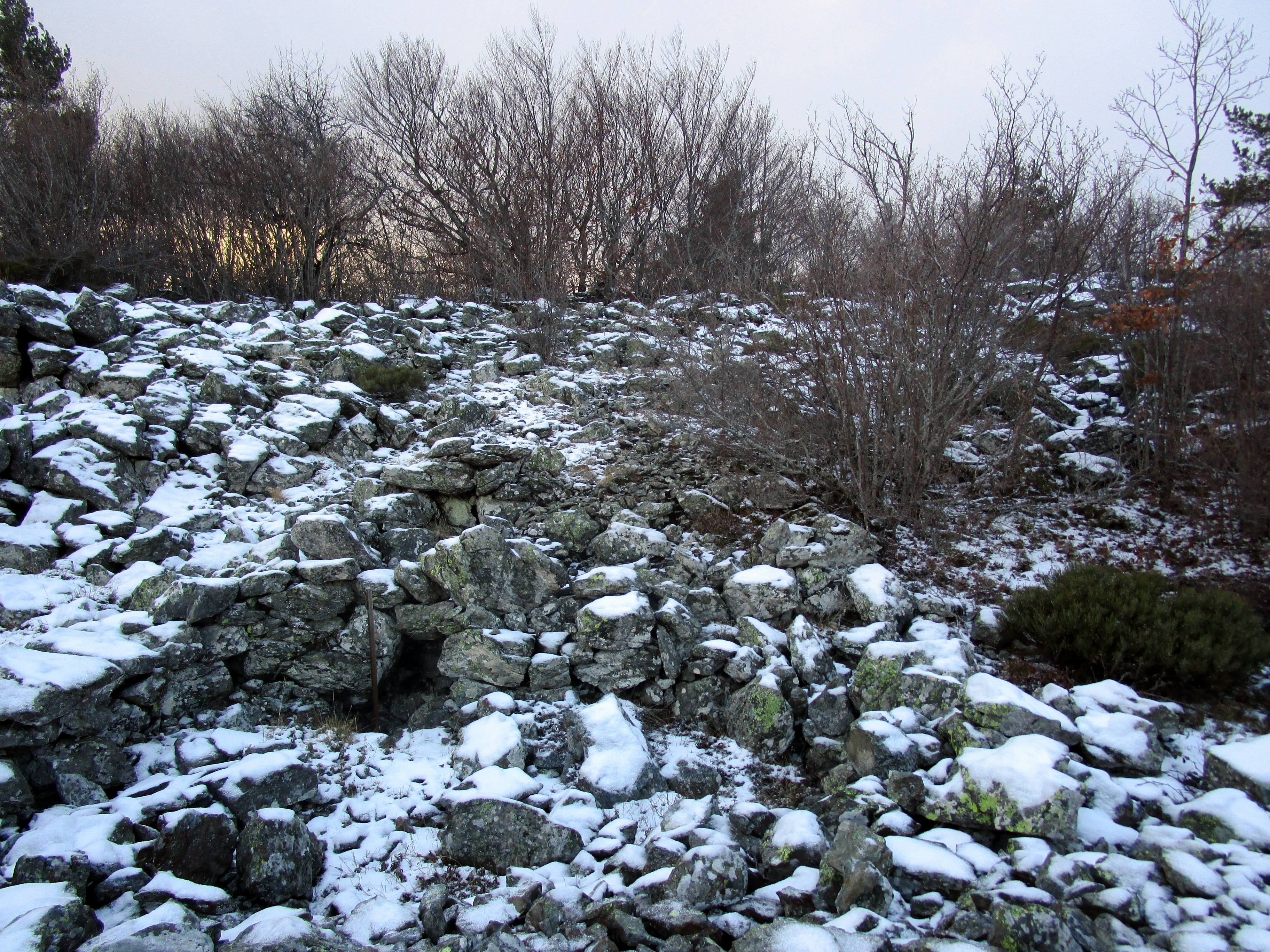
Côté est de l'oppidum de la Fare.